# سیارک ۸۸۳۶
سیارک ۸۸۳۶ (به انگلیسی: 8836 Aquifolium، نامگذاری:1989SU3) هشت هزار و هشتصد و سی و ششمین سیارک کشف شده‌است که در ۲۶ سپتامبر ۱۹۸۹ کشف شد.
قدر مطلق سیارک برابر ۱۳٫۰۰ است.